# Účinná látka
Účinná látka je chemická sloučenina, která je nositelem vlastních účinků léku nebo jiného přípravku.
Název účinné látky a obsah účinné látky v balení, nebo v jedné léčebné dávce, bývá obvykle uveden v podtitulu obchodního názvu léku nebo přípravku.